# マツモムシ
マツモムシ（松藻虫）は、カメムシ目（半翅目）・マツモムシ科（Notonectidae）に分類される昆虫の総称。水生昆虫で、背泳ぎで泳ぐ事で有名。そのため英名も"backswimmers"である。標準和名のマツモムシはマツモムシ科の一種であるNotonecta triguttataを指す。

## マツモムシ科 Notonectidae
日本には3属9種が知られている。
- マツモムシ属
  - マツモムシ Notonecta triguttata
  - キイロマツモムシ Notonecta reuteri
体長13.5-16mm。体の背面は灰黄色で、下面は黄褐色ないし暗褐色。
  - オキナワマツモムシ Notonecta chinensis
体長14-16mm。希少種。
- コマツモムシ属
  - コマツモムシ Anisops ogasawarensis
体長6-7mm。マツモムシより一回り小さく、体は細い。マツモムシが水面近くに占位することが多いのに対して、コマツモムシはやや深い水の中ほどにじっと漂うことが多い。体全体が灰褐色に見える。
  - クロイワコマツモムシ Anisops kuroiwai
  - イシガキコマツモムシ Anisops occipitalis
  - オオコマツモムシ Anisops stali
  - ヒメコマツモムシ Anisops tahitiensis
- Enithares属
  - タイワンマツモムシ Enithares sinica
体長8-9mm。準絶滅危惧種。

## マツモムシNotonecta triguttata

### 形態
体長は11.5-14mm。体は細長い楕円形、触角は短く、鋭い口吻を持つ。前脚、中脚はやや短いが、水生肉食カメムシ類の特徴である鎌状に近い形で、獲物を捕らえるために使われる。水中でうまく泳ぐために後脚は遊泳脚として発達している。
灰黄色で黒色の斑点があり、ビロードのような光沢を持つ。黄色い部分は北に行くほど広く淡色である。水中では体表面に空気の層を保持するため、銀色に見える。幼虫は、翅がなくて真っ白の腹部がよく目立つ。頭部・胸部に続く腹部が相対的に小さいので、頭でっかちに見える。

### 生態
北海道から九州に分布し、池や沼などの水中に見られる。普段は背面を下にして泳ぐ。水中で、体を水平にして泳いでいるか、水面の下に、頭をやや下げて静止していることが多い。飛ぶときはひっくりかえってから飛び立ち、灯火にもやってくる。
他の水生肉食カメムシ類（タガメ、コオイムシ、ミズカマキリ、タイコウチなど）と同じように、呼吸する時は、腹部末端の先端を水面から出して行う。人や地上からの外敵が近付くと、慌てて水中に潜るが、しばらくすると、また呼吸の為に上がってくるのが見られる。小柄な身体に比べて長い後ろ脚による遊泳力の為、水生カメムシ類の中では最も泳ぎが上手い。
肉食性で、小魚やオタマジャクシのような小型の水生脊椎動物、他の水生昆虫のような小型水生節足動物、水面に落下した昆虫などを捕らえ、針状の口吻を突き刺して消化液を送り込み、溶かした肉質を吸汁する(体外消化)。本種を素手で捕まえ手のひらの上などに乗せた場合等にしばしば刺され、ハチに刺されたような激痛を伴うのは、捕食の時と同様に、口吻を突き刺して消化液が送り込まれているからである。この痛さと、現在は激減した他の水生カメムシ類に比べて、本種はまだ比較的多く見られる為に、他の水生昆虫と比べて注意が促されるケースは多い。
一方で自身も自分より大型の水生昆虫や、魚類に捕食されたり、餌不足で共食いされる事もある。発生期は春～秋にかけてで、冬の前になると、池や湖の近くの湿った草や葉が多い堆積物や、泥の中に入って越冬する。寿命は2年ほどと云われる。